# Rinconada Country Club
Rinconada Country Club es un club social ubicado en el distrito de La Molina, en la ciudad de Lima, capital del Perú. Fue fundado en 1956, como una asociación civil sin fines de lucro orientada al esparcimiento, la práctica deportiva y las actividades culturales. 

## Historia
Según el propio club, fue fundado en 1956 por la sociedad La Comarca S.A., que adquirieron la finca actual a un ciudadano británico. Tras las obras de acondicionamiento, los dueños empezaron una campaña de captación de socios, que alcanzó la cifra de 700 socios, según el club. Años más tarde, se añadió a la oferta de servicios la sede de playa.[cita requerida]
En las instalaciones del club, se han realizado diversos eventos deportivos, tales como el Campeonato Nacional de Bochas de 2006 y la repesca de la Copa Davis de 2007, contra Bielorrusia. Asimismo, en 2015, albergó los partidos de las categorías Superior varones en singles y dobles del 31.eɽ Torneo Nacional de Paleta Frontón Copa "PVM", y el Primer Torneo Internacional de Paleta Frontón Perú.
En 2013, se convirtió, junto a otros clubes, en miembro fundador de la Asociación Nacional de Clubes Deportivos y Culturales del Perú. En 2017, en la encuesta anual de ejecutivos realizada por la Cámara de Comercio de Lima, el Rinconada Country Club recibió un 8% de respuestas como mejor club social.

## Instalaciones
El club posee dos propiedades ubicadas en el departamento de Lima.

### Sede de ciudad
Ubicada en la avenida Manuel Prado Ugarteche 901 en el distrito de La Molina, es la sede principal y sede social del club.

### Sede de playa
Ubicada en el kilómetro 70.8 de la carretera Panamericana Sur, en el distrito de San Antonio, provincia de Cañete, fue la segunda sede construida por el club.